# Angraecum atlanticum
Angraecum atlanticum är en orkidéart som beskrevs av Tariq Stévart och Droissart. Angraecum atlanticum ingår i släktet Angraecum och familjen orkidéer. Inga underarter finns listade i Catalogue of Life.